# Tonnoirella
Tonnoirella là một chi ruồi trong họ Limoniidae. Chúng thường được tìm thấy ở Tasmania và Úc.

## Các loài
- Tonnoirella gemella Alexander, 1928